# Embassament de Toktogul
L'embassament de Toktogul (en kirguís: Токтогул суу сактагычы, en rus: Токтогульское водохранилище) és una presa hidroelèctrica i de reg i és el més gran dels embassaments en el riu Naryn, un afluent del nord del riu Sirdarià, a la província de Jalal-Abad, al Kirguizstan.
La finalitat de l'embassament és prioritàriament la producció d'energia hidroelèctrica, per la difícil geografia de la regió, que afavoreix la construcció de preses i centrals hidroelèctriques al llarg del riu. Aigües amunt es troben les centrals hidroelèctriques en construcció de Kambarata 1 i Kambarata 2. Per sota de la presa de Toktogul es troben les centrals hidroelèctriques en funcionament de Kurpsay, a 30 km; Tash-Kumyr, a 55 km; Shamaldysai, a 65 km, i Uch-Kurgansk, a 80 km. El conjunt d'aquestes cinc últimes preses produeix el 90% de l'electricitat del Kirguizstan. Després, el riu entra a la província de Fergana, a l'Uzbekistan, on s'uneix al riu Kara-Daria per a donar lloc al Sirdarià.

## La presa
La presa és de formigó i es troba a la part final d'un congost, a uns 25 km de la inundada vall de Kementub. Té una capacitat total de 19,5 km³, dels quals 14 quilòmetres cúbics són de capacitat operativa. La seva longitud és de 65 quilòmetres i la seva superfície és de 284,3 km². La profunditat màxima de l'embassament és de 120 metres. Rep el nom del cantant kirguís Toktogul Satilganov (1861-1933). Té una capacitat de 1200 MW a partir de quatre turbines. És la central més gran del país. En 2009 es va produir una crisi deguda a la venda d'electricitat a països veïns i a l'escassetat d'aigua en l'embassament, la qual cosa va provocar restriccions de llum al Kirguizstan.

## Els efectes de l'embassament
La inundació de la vall de Kementub va acabar amb més de 21.000 hectàrees de terres agrícoles, 26 poblacions incloent Toktogul, que els seus habitants van ser desplaçats, i la carretera principal que travessava la regió que van quedar inundats. Els arqueòlegs van excavar túmuls de l'època de Saka abans que els llocs es perdessin. L'embassament té una longitud total de 65 km i una capacitat de 19,5 km³, dels quals es necessiten 14,5 km³ per a funcionar a ple rendiment.
Al sud de l'embassament es va construir la ciutat de Karaköl per a albergar als treballadors de la presa, que també van participar en la construcció de les altres preses. Entre 1950 i 1990, els soviètics van construir centenars de preses, canals i llacs artificials per a produir energia i regar els cultius de l'Àsia central, en la conca de la mar d'Aral. La conversió de l'estepa de l'Uzbekistan ("l'estepa de la fam") en una immensa plantació de cotó va acabar per destrossar l'ecosistema de la regió.
L'any 2014 s'estava treballant en un projecte per a la renovació de l'envellida central hidroelèctrica de Toktogul.